# Эг, Никлас
Никлас Эг (дат. Niklas Eg; род. 6 января 1995, Кибек, Дания ) — датский профессиональный шоссейный велогонщик, выступающий за команду мирового тура «Lidl-Trek».

## Достижения
2012
2-й Регио-Тур
2017
2-й Крейз Брейз Элит
2-й Гран-при Присницы
3-й Тур де л’Авенир
4-й Джиро Валле д`Аоста
6-й Гран-при Сундволлена
2018
5-й Тур Хорватии — Генеральная классификация

### Гранд-туры
| Гранд-тур       | 2018 |
| --------------- | ---- |
| Джиро д’Италия  | 93   |
| Тур де Франс    | —    |
| Вуэльта Испании | —    |

| —  | Не участвовал  |
| НФ | Не финишировал |